# مواطنة الاتحاد الأوروبي

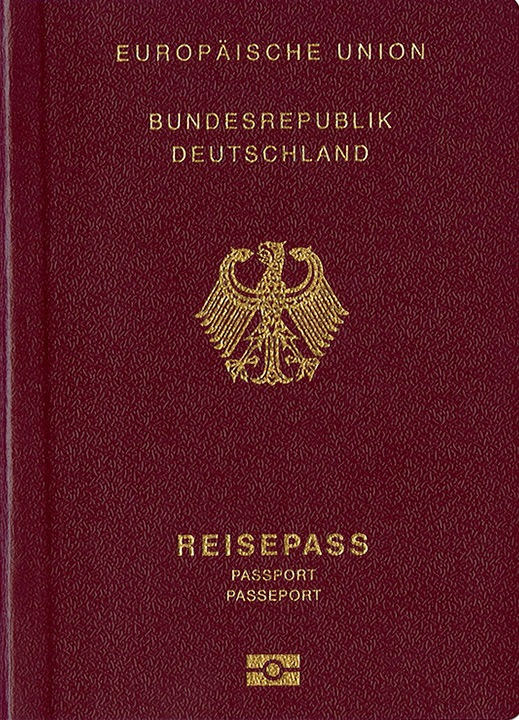
صورة جواز

يتم منح مواطنة الاتحاد الأوروبي لمواطني الدول الأعضاء بموجب معاهدة ماستريخت 1992، في نفس الوقت الذي اكتسبت فيه المجتمع الأوروبي هويته القانونية الخاصة. أقامت المعاهدة علاقة قانونية مباشرة بين تلك الهوية القانونية الجديدة ومواطنيها من خلال إنشاء برلمان أوروبي منتخب بشكل مباشر وقدرة المواطنين على رفع القضايا مباشرة إلى محكمة العدل الأوروبية، وأصبحت سارية منذ عام 1993. جنسية الاتحاد الأوروبي هي إضافة إلى الجنسية الوطنية. توفر مواطنة الاتحاد الأوروبي الحقوق والحريات والحماية القانونية لجميع مواطنيها.
لمواطني الاتحاد الأوروبي الحق في حرية الحركة والاستيطان والتوظيف عبر الاتحاد الأوروبي. يتمتع مواطنو الاتحاد الأوروبي بحرية تداول ونقل السلع والخدمات ورأس المال عبر حدود الاتحاد الأوروبي، كما هو الحال في السوق الوطنية، دون قيود على حركة رأس المال أو الرسوم. للمواطنين الحق في التصويت والترشيح كمرشحين في الانتخابات المحلية في البلد الذي يعيشون فيه والانتخابات الأوروبية ومبادرة المواطنين الأوروبيين.
تمنح جنسية الاتحاد الأوروبي الحق في الحماية القنصلية من قبل سفارات الدول الأعضاء الأخرى في الاتحاد الأوروبي عندما لا يتم تمثيل بلد جنسية الشخص بالسفارة أو القنصلية في البلد الذي يحتاجون فيه إلى الحماية. يحق لمواطني الاتحاد الأوروبي مخاطبة البرلمان الأوروبي وأمين المظالم الأوروبي ووكالات الاتحاد الأوروبي مباشرة، بأي من لغات المعاهدة،  شريطة أن تكون القضية المثارة ضمن اختصاص تلك المؤسسة.
يتمتع مواطنو الاتحاد الأوروبي بالحماية القانونية لقانون الاتحاد الأوروبي ( بما في ذلك ميثاق الحقوق الأساسية للاتحاد الأوروبي) والأفعال والتوجيهات المتعلقة، على سبيل المثال، بحماية البيانات الشخصية وحقوق ضحايا الجريمة ومنع ومكافحة الاتجار في البشر، المساواة في الأجور، الحماية من التمييز في العمل على أساس الدين أو المعتقد، الميل الجنسي والعمر. لدى الاتحاد الأوروبي مكتب أمين المظالم الأوروبي الذي يمكن لمواطني الاتحاد الأوروبي الاتصال به مباشرة.
بالنظر إلى العدد الكبير من الأوروبيين الذين غادروا أوروبا إلى قارات أخرى في 1800s و 1900، وتمديد الجنسية عن طريق النسب، أو حق الدم ، من قبل بعض البلدان الأوروبية إلى عدد غير محدود من الأجيال من هؤلاء المهاجرين من الأجيال، عشرات الملايين أو حتى مئات الملايين من الأشخاص الموجودين حاليًا خارج أوروبا والمطالبة بالجنسية في دولة عضو في الاتحاد الأوروبي، وبالتالي، للحصول على الجنسية الأوروبية. إذا تغلب هؤلاء الأفراد على العقبات البيروقراطية المتمثلة في التصديق على جنسيتهم، فستتاح لهم حرية التنقل للعيش في أي مكان في الاتحاد الأوروبي، بموجب قرار محكمة العدل الأوروبية لعام 1992 ميشيليتي ضد كانتابريا .

## الحقوق المعلنة
تاريخياً، كانت الفائدة الرئيسية لكونك مواطناً في دولة من دول الاتحاد الأوروبي هي حرية التنقل. تنطبق الحركة الحرة أيضًا على مواطني دول المنطقة الاقتصادية الأوروبية  وسويسرا. ومع ذلك، مع إنشاء جنسية الاتحاد الأوروبي، ظهرت بعض الحقوق السياسية. تنص معاهدة أداء الاتحاد الأوروبي  على أن يكون المواطنون «ممثلين مباشرة على مستوى الاتحاد في البرلمان الأوروبي» و «للمشاركة في الحياة الديمقراطية للاتحاد» (معاهدة الاتحاد الأوروبي، الباب الثاني، المادة 10). على وجه التحديد، يتم منح الحقوق التالية:
الحقوق السياسية
- التصويت في الانتخابات الأوروبية : حق التصويت والترشح للبرلمان الأوروبي، في أي دولة عضو في الاتحاد الأوروبي (المادة 22)
- التصويت في الانتخابات البلدية : حق التصويت والترشح في الانتخابات المحلية في إحدى دول الاتحاد الأوروبي بخلاف دولتهم، وفقًا لشروط مواطني تلك الدولة (المادة 22)
- الوصول إلى وثائق الحكومة الأوروبية : الحق في الوصول إلى وثائق البرلمان والمجلس والمفوضية الأوروبية (المادة 15).
- تقديم التماس إلى البرلمان وأمين المظالم : الحق في تقديم التماس إلى البرلمان الأوروبي والحق في التقدم إلى أمين المظالم الأوروبي من أجل لفت انتباهه إلى أي حالات لسوء الإدارة من جانب مؤسسات وهيئات الاتحاد الأوروبي، باستثناء الهيئات القانونية (المادة) 24) [15]
- حقوق اللغة : الحق في التقديم على مؤسسات الاتحاد الأوروبي بإحدى اللغات الرسمية وتلقي الرد بنفس اللغة (المادة 24).

حقوق حرية الحركة
- الحق في حرية الحركة والإقامة : الحق في حرية الحركة والإقامة في جميع أنحاء الاتحاد والحق في العمل في أي منصب (بما في ذلك الخدمات المدنية الوطنية باستثناء تلك الوظائف في القطاع العام التي تنطوي على ممارسة الصلاحيات المخولة بموجب القانون العام وحماية المصالح العامة للدولة أو السلطات المحلية (المادة 21) التي لا يوجد لها تعريف واحد)؛
- التحرر من التمييز على الجنسية : حق في عدم التعرض للتمييز على أساس الجنسية في نطاق تطبيق المعاهدة (المادة 18)؛

حقوق في الخارج
- الحق في الحماية القنصلية : الحق في الحماية من قبل السلطات الدبلوماسية أو القنصلية للدول الأعضاء الأخرى عندما تكون في دولة غير عضو في الاتحاد الأوروبي، إذا لم تكن هناك سلطات دبلوماسية أو قنصلية من دولة المواطن (المادة 23): هذا بسبب حقيقة أن ليس لدى جميع الدول الأعضاء سفارات في كل بلد في العالم (14 دولة لها سفارة واحدة فقط من إحدى دول الاتحاد الأوروبي).[16]

## التاريخ
قُدمت مواطنة الاتحاد الأوروبي لأول مرة بموجب معاهدة ماستريخت عام 1992، ووُسعت بموجب معاهدة أمستردام عام 1997. كانت معاهدات المجتمعات الأوروبية، قبل توقيع معاهدة ماستريخت، توفر ضمانات التنقل الحر للمواطنين النشطين اقتصاديًا دونًا عن عموم الناس. نصت معاهدة باريس لعام 1951، التي أنشأت الجماعة الأوروبية للفحم والصلب، على الحق في حرية عمال صناعات الفحم والصلب في التنقل، فيما أعطت معاهدة روما لعام 1957 هذا الحق للعمال وموظفي الدوائر الحكومية.
اعتبرت محكمة العدل الأوروبية أن لأحكام المعاهدة أهدافًا اجتماعية واقتصادية واسعة، وليست أهدافًا اقتصادية محدودة فقط. رأت محكمة العدل الأوروبية، في قضية 53/81 ليفين ضد وزير الدولة لشؤون العدل، بأن «حرية الحصول على عمل هي أمر مهم، ليس فقط كوسيلة لإنشاء سوق واحدة لصالح اقتصاديات الدول الأعضاء، وإنما كحق للعاملين فيها في رفع مستواهم المعيشي». بموجب أحكام القضاء الخاصة بمحكمة العدل الأوروبية، تنطبق حقوق العمال في حرية التنقل، بغض النظر عن العمل الذي يرغب العامل بالحصول عليه في الخارج، بدوام جزئي أو بدوام كامل، وما إذا كان العامل بحاجة إلى تمويل إضافي أم لا من الدولة العضو التي يرغب بالانتقال إليها. يمتلك كل مواطنٍ من مواطني دول الاتحاد الأوروبي متواجدٍ في دولة عضو أخرى، وفقًا لقرار محكمة العدل الأوروبية بإقرار حق متلقي الخدمة -سواءً كان نشطًا اقتصاديًا أم لا- في التنقل الحر بموجب المعاهدة، ولإمكانية تحقيق هذا المعيار بسهولة، الحقَ في عدم التمييز بموجب المادة الثانية عشر من معاهدة المجتمعات الأوروبية، حتى قبل توقيع معاهدة ماستريخت.
في قضية مارتينيز سالا، رأت محكمة العدل الأوروبية أن أحكام المواطنة توفر حقوقًا أساسية في المعاملة المتساوية إلى جانب تلك التي يمنحها بالفعل قانون الاتحاد. أثبتت قضية بومباست لاحقًا أن حق المساواة في المعاملة ينطبق على جميع المواطنين بالتساوي، بغض النظر عن نشاطهم الاقتصادي. على الرغم من هذه التفسيرات الواسعة، جمعت قضية دانو الاستثنائية معايير حرية التنقل والمعاملة المتساوية على أنها تعتمد على بعضها البعض، مما حدّ لاحقًا من نطاق قضية مارتينيز سالا.

## الحقوق المعلنة
تاريخيًا، كانت الفائدة الرئيسية من كون الفرد مواطنًا من دول الاتحاد الأوروبي هي حريته في الحركة. تنطبق حرية الحركة أيضًا على مواطني دول المنطقة الاقتصادية الأوروبية وسويسرا. ظهرت، مع إنشاء مواطنة الاتحاد الأوروبي، بعضُ الحقوق الأساسية الأخرى. تنص المعاهدة المتعلقة بأداء الاتحاد الأوروبي على كون المواطنين «ممَثلين بشكل مباشر، على مستوى الاتحاد، في البرلمان الأوروبي» و «مشاركين في الحياة الديموقراطية للاتحاد» (معاهدة الاتحاد الأوروبي، الفصل الثاني، المادة العاشرة). يُمنح المواطن الأوروبي، على وجه التحديد، الحقوق التالية:
الحقوق السياسية
- التصويت في الانتخابات الأوروبية: حق التصويت والترشح لانتخابات البرلمان الأوروبي في أية دولة عضو في الاتحاد الأوروبي (المادة 22).
- التصويت في الانتخابات البلدية: حق التصويت والترشح للانتخابات المحلية في أي دولة من دول الاتحاد الأوروبي بخلاف دولتهم الأم، وفقًا لنفس الشروط التي يخضع لها مواطني تلك الدولة (المادة 22).
- الوصول إلى وثائق الحكومة الأوروبية: الحق في الوصول إلى وثائق البرلمان الأوروبي ومجلس الاتحاد الأوروبي والمفوضية الأوروبية (المادة 15).
- التماس البرلمان وأمين المظالم: الحق في تقديم الالتماس إلى البرلمان الأوروبي، والحق في التقدم إلى أمين المظالم الأوروبي بهدف لفت انتباهه إلى أي حالة من حالات سوء الإدارة من قبل مؤسسات وهيئات الاتحاد الأوروبي باستثناء الهيئات القانوينة. (المادة 24).

حقوق حرية التنقل
- الحق في حرية التنقل والإقامة: الحق في حرية التنقل والإقامة في جميع أنحاء دول الاتحاد، والحق في شُغل أي منصب (بما في ذلك الخدمات المدنية الوطنية، مع استثناء وظائف القطاع العام التي تنطوي على ممارسة السلطة المخولة بموجب القانون العام وحماية المصالح العامة للدولة أو السلطات المحلية (المادة 21) التي لا يوجد لها تعريف واحد).
- عدم التعرض للتمييز على أساس الجنسية: الحق في عدم التعرض للتمييز على أساس الجنسية في نطاق تطبيق المعاهدة (المادة 18).

الحقوق في الخارج
- الحق في الحماية القنصلية: الحق في الحصول على حماية السلطات الدبلوماسية أو القنصلية التي توفرها الدول الأخرى الأعضاء في الاتحاد الأوروبي، في حال كانت الدولة التي يتواجد فيها المواطن غير عضو فيه، وفي حال لم تتوافر أية سلطات دبلوماسية أو قنصلية خاصة بدولة المواطن في الدولة التي يتواجد فيها (المادة 23): ويعود ذلك إلى عدم امتلاك عدد من الدول الأعضاء لسفارةٍ خاصة في بعض دول العالم (يوجد، في 14 دولة حول العالم، سفارة دولة أوروبية واحدة ترعى مصالح مواطني جميع دول الاتحاد الأوروبي).[16]

### الحق في حرية التنقل
المادة 21 حرية التنقل والإقامة

تنص المادة 21 (1) من المعاهدة المتعلقة بسير عمل الاتحاد الأوروبي على ما يلي: 
لكل مواطن في الاتحاد الأوروبي الحق في التنقل والإقامة بحرية داخل أراضي الدول الأعضاء، مع مراعاة القيود والشروط المنصوص عليها في هذه المعاهدة والتدابير المعتمدة لإنفاذها. أشارت محكمة العدل الأوروبية إلى ضرورة أن تكون مواطنة الاتحاد الأوروبي في المرتبة الأولى بالنسبة لمواطني الدول الأعضاء. 
رأت محكمة العدل الأوروبية أن هذه المادة تمنح المواطنين حقًا مباشرًا في الإقامة في دولة عضو أخرى. قبل قضية باومباست، كان الاعتقاد القائل بعدم أحقية المواطنين غير النشطين اقتصاديًا في الإقامة المستمدة بشكل مباشر من توجيهات معاهدة الاتحاد الأوروبي، شائعًا بشكل كبير. في قضية بومباست، اعتبرت محكمة العدل الأوروبية (في ذلك الحين) أن المادة 18 من معاهدة المجتمعات الأوروبية تمنح المقيمين حقًا معمولًا به بشكل عام ومقيد من خلال التشريع الثانوي، فقط عندما يكون التشريع الثانوي متناسبًا. يمكن للدول الأعضاء التمييز بين المواطنين والمواطنين الاتحاديين فقط في حال إيفاء الأحكام بمعايير التناسب. يمتلك مواطنو الاتحاد الأوروبي المهاجرين «تطلعات مشروعة لدرجة محدودة من التضامن المالي.. مع مراعاة درجة اندماجهم في المجتمع المُضيف». تعتبر المدة الزمنية للإقامة عاملًا أساسيًا عند تحديد درجة الاندماج.
تعرّض قانون السوابق القضائية المتعلق بالمواطنة والصادر عن محكمة العدل الأوروبية للعديد من الانتقادات بسبب إخضاعه لعدد متزايد من القوانين الوطنية الهادفة لتقييم التناسب.
المادة 45 حرية التنقل للعمل
تنص المادة 45 من المعاهدة المتعلقة بسير عمل الاتحاد الأوروبي على ما يلي:
1. تعتبر حرية العمال في الحركة مكفولة داخل دول الاتحاد.
2. تستلزم حرية التنقل هذه إلغاء أي تمييز على أساس الجنسية بين عمال الدول الأعضاء فيما يتعلق بالتوظيف والأجر وظروف العمل والتشغيل.

تختلف مناصب التوظيف الحكومي المخصصة للمواطنين بين الدول الأعضاء في الاتحاد. على سبيل المثال، لا يعتبر تدريب المحامين في بريطانيا وإيرلندا حكرًا على المواطنين، في حين لا يمكن الحصول على هذا التدريب في فرنسا إلا من قبل المواطنين الفرنسيين. يقتصر التوظيف الحكومي المخصص للمواطنين بشكل عام على المناصب التي يُمكن فيها ممارسة مستوى عالٍ من السلطة العامة، كمناصب القضاء والشرطة والجيش والمهن الدبلوماسية ومناصب الخدمة المدنية لكبار الموظفين أو السياسيين. يذكر بأن بعض دول الاتحاد لا تحصر أيًّا من هذه الوظائف بمواطنيها.
دُمجت العديد من التشريعات الثانوية الحالية والاجتهادات القضائية في توجيهات حقوق المواطنين EC/38/2004 حول الحق في التنقل والإقامة بحرية داخل دول الاتحاد الأوروبي.